# استاد جدید فرقه کونگ‌فو ۲
استاد جدید فرقه کونگ‌فو ۲ (انگلیسی: New Kung Fu Cult Master 2) یک فیلم ووشیا هنگ کنگی-چینی محصول سال ۲۰۲۲ به کارگردانی وانگ جینگ است که از رمان لوئی چا به نام شمشیر بهشت و صابر اژدها اقتباس شده است. در این فیلم لم فونگ، جانیس من، یون کیانقیان و سابرینا کیو به ایفای نقش پرداخته‌اند. این فیلم دنباله‌ای بر استاد جدید فرقه کونگ فو ۱ می‌باشد.
این فیلم در ۳ فوریه ۲۰۲۲ بر روی پلتفرم‌های پخش ویدئوی در چین منتشر شد، در حالی که در ۱۲ فوریه ۲۰۲۲ در سنگاپور اکران شد.